# Chloraea laxiflora
Chloraea laxiflora là một loài thực vật có hoa trong họ Lan. Loài này được Hauman mô tả khoa học đầu tiên năm 1920.